# Лейктаун (тауншип, Миннесота)
Лейктаун (англ. Laketown) — тауншип в округе Карвер, Миннесота, США. На 2000 год его население составило 2331 человек.

## География
По данным Бюро переписи населения США площадь тауншипа составляет 78,7 км², из которых 71,7 км² занимает суша, а 7,0 км² — вода (8,89 %).

## Демография
По данным переписи населения 2000 года здесь находились 2560 человек, 700 домохозяйств и 600 семей.  Плотность населения —  32,5 чел./км².  На территории тауншипа расположено 665 построек со средней плотностью 9,3 построек на один квадратный километр. Расовый состав населения: 96,48 % белых, 0,64 % афроамериканцев, 0,09 % коренных американцев, 1,80 % азиатов, 0,26 % c Тихоокеанских островов, 0,09 % — других рас США и 0,64 % приходится на две или более других рас. Испанцы или латиноамериканцы любой расы составляли 0,90 % от популяции тауншипа.
Из 637 домохозяйств в 42,4 % воспитывались дети до 18 лет, в 80,7 % проживали супружеские пары, в 2,4 % проживали незамужние женщины и в 14,4 % домохозяйств проживали несемейные люди. 11,1 % домохозяйств состояли из одного человека, при том 3,9 % из — одиноких пожилых людей старше 65 лет. Средний размер домохозяйства — 2,92, а семьи — 3,17 человека.
23,2 % населения — младше 18 лет, 21,4 % — в возрасте от 18 до 24 лет, 24,9 % — от 25 до 44, 24,3 % — от 45 до 64, и 6,3 % — старше 65 лет. Средний возраст — 32 года. На каждые 100 женщин приходилось 100,3 мужчин.  На каждые 100 женщин старше 18 приходилось 100,6 мужчин.
Средний годовой доход домохозяйства составлял 75 000 долларов, а средний годовой доход семьи —  78 577 долларов. Средний доход мужчин —  50 349  долларов, в то время как у женщин — 29 167. Доход на душу населения составил 27 543 доллара. За чертой бедности находились 1,5 % семей и 1,8 % всего населения тауншипа, из которых 3,5 % старше 65 лет.